# Hargiono
Hargiono (* 1967) ist ein ehemaliger indonesischer Badmintonspieler.

## Leben und Karriere
Hargiono kam zu Beginn der 1990er-Jahre aus seiner Heimat Indonesien zum saarländischen Verein TuS Wiebelskirchen, mit dem Verein nahm er 2002 am Europapokal teil. In den Jahren 1993 bis 1995 gewann der 162 cm große Rechtshänder dreimal in Folge die Bitburger Open im Herreneinzel. 1995 wurde der Indonesier zum Neunkircher Sportler des Jahres gewählt, 1996 belegte er bei der Wahl den zweiten Platz. Seit der Jahrtausendwende ist Hargiono luxemburgischer Nationaltrainer.
Seine Schwester Lisa Hariati (* 1972) ist dreifache luxemburgische Meisterin im Badminton. Hargionos Kinder Stefka (* 1995) und Kevin (* 2002) sind ebenfalls Badmintonspieler.

## Sportliche Erfolge
| Saison    | Veranstaltung                          | Disziplin    | Platz | Name |
| --------- | -------------------------------------- | ------------ | ----- | --- |
| 1993      | Badminton Open Saarbrücken             | Herreneinzel | 1     | Hargiono |
| 1993/94   | Badminton-Bundesliga                   | Mannschaft   | 3     | Hargiono, Stefan Maus, Uwe Ossenbrink, Jin Chen, Thomas Wurm, Katrin Schmidt, Heike Erler, Annette Geisler                              |
| 1993/94   | Südwestdeutsche Badmintonmeisterschaft | Herreneinzel | 1     | Hargiono |
| 1994      | Badminton Open Saarbrücken             | Herreneinzel | 1     | Hargiono |
| 1994      | Hamburg Cup                            | Herreneinzel | 2     | Hargiono |
| 1994      | Victor Cup                             | Herreneinzel | 3     | Hargiono |
| 1994/95   | Badminton-Bundesliga                   | Mannschaft   | 3     | Hargiono, Jin Chen, Marek Bujak, Thomas Wurm, Joko Suprianto, Stefan Maus, Heryanto Arbi, Katrin Schmidt, Heike Franke, Annette Geisler |
| 1995      | Badminton Open Saarbrücken             | Herreneinzel | 1     | Hargiono |
| 1995/96   | Südwestdeutsche Badmintonmeisterschaft | Herreneinzel | 1     | Hargiono |
| 1995/96   | Südwestdeutsche Badmintonmeisterschaft | Herrendoppel | 1     | Hargiono / Marek Bujak |
| 1997      | Strasbourg International               | Herreneinzel | 1     | Hargiono |
| 1997      | Strasbourg International               | Herrendoppel | 1     | Hargiono / Guntur Hariono |
| 1999/2000 | Saarländische Badmintonmeisterschaft   | Herreneinzel | 1     | Hargiono |
| 1999/2000 | Saarländische Badmintonmeisterschaft   | Herrendoppel | 1     | Hargiono / Sebastian Ottrembka |
| 2004      | Luxembourge Memorial Thierry Theis     | Herrendoppel | 3     | Hargiono / Handayana Yulinetra |